# Lunda socken, Södermanland
Lunda socken i Södermanland ingick i Jönåkers härad, ingår sedan 1971 i Nyköpings kommun och motsvarar från 2016 Lunda distrikt.
Socknens areal är 85,17 kvadratkilometer, varav 83,43 land.  År 2000 fanns här 1 182 invånare. Tätorten Jönåker samt kyrkbyn Lunda med sockenkyrkan Lunda kyrka ligger i socknen. 

## Administrativ historik
Lunda socken har medeltida ursprung. 
Vid kommunreformen 1862 övergick socknens ansvar för de kyrkliga frågorna till Lunda församling och för de borgerliga frågorna till Lunda landskommun. Landskommunen inkorporerades 1952 i Jönåkers landskommun som 1971 uppgick i Nyköpings kommun. Församlingen uppgick 2006 i Kiladalens församling.
1 januari 2016 inrättades distriktet Lunda, med samma omfattning som församlingen hade 1999/2000.  
Socknen har tillhört län, fögderier, tingslag och domsagor enligt vad som beskrivs i artikeln Jönåkers härad.  De indelta soldaterna tillhörde Södermanlands regemente, Livkompaniet och Livregementets grenadjärkår, Södermanlands kompani. De indelta båtsmännen tillhörde Andra Södermanlands båtsmanskompani.

## Geografi
Lunda socken ligger väster om Nyköping kring Kilaån med Kolmården i söder och sjön Yngaren i norr. Socknen är en småkuperad odlingsbygd i norr och kuperad skogsbygd i söder.
Socknen genomkorsas av europaväg 4 samt Södra stambanan.
I öster avgränsas socknen av Tuna socken. I norr gränsar socknen mot Stigtomta socken. I väster ligger Kila socken och i söder går gränsen mot Kvarsebo socken i Östergötlands län. Lunda sockens sydligaste punkt ligger i sjön Nävsjön (64,7 m ö.h.). I sjön ligger "tresockenmötet" Lunda-Kvarsebo-Tunaberg. Härifrån gränsar socknen på en sträcka av cirka 4 km mot Tunabergs socken.
Äldsta gården är Åkersta, (Uklesta, Uklasta, Oklassta) som nämns redan i början av 1300-talet. Andra gårdar som förekommer senare under 1300-talet är: Tybble (Thigbille), Rellinge Smesta (Smidhasta), Hälla, Hjälsta (Gieltasta), Skällsta (Skiellsta), Törsta (Thorstadha), Walla, Ölsta (Ödhilsta), Fröberga, Skeplinge, Körsta (Kaertista), Vallby, Rinkeby (Rynkaby).

## Fornlämningar

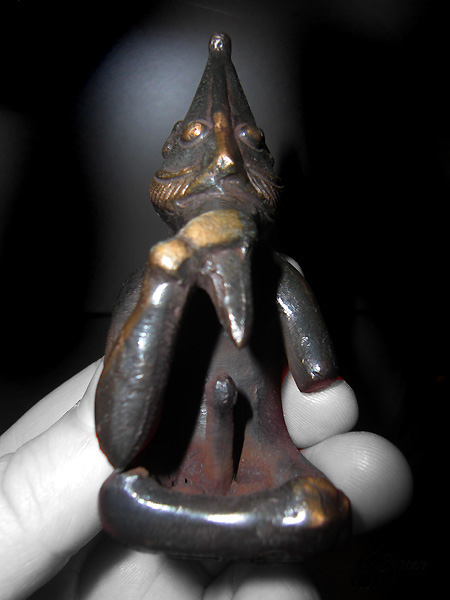
Kopia av Frejstatyetten från Rällinge.

Tre boplatser från stenåldern är funna. Från bronsåldern finns gravrösen och även skärvstenshögar. Järnåldern representeras av 25 gravfält. Vidare finns från denna tid en fornborg med husgrunder. Dessutom finns tre runstenar. Vid gården Rällinge har man anträffat en Frejstatyett från vikingatiden.

## Namnet
Namnet (1314, Lundum) kommer från kyrkbyn. Namnet innehåller lund, 'skogsdunge' möjligen syftande på en forntida kultplats.